# Chlorid křemičitý
Chlorid křemičitý (SiCl4) je jedním z halogenidů křemíku. Je to bezbarvá těkavá kapalina.

## Příprava
Chlorid křemičitý se připravuje chlorací řady sloučenin křemíku, jako je například ferosilicium, karbid křemíku nebo směs oxidu křemičitého a uhlíku:
SiC + 4 HCl → SiCl4 + CH4.
Ferrosilicium se používá nejčastěji.

## Reakce

### Hydrolýza a podobné reakce
Stejně jako ostatní chlorsilany i chlorid křemičitý reaguje s vodou:
SiCl4 + 2 H2O → 4 HCl + SiO2.
S methanolem a ethanolem reaguje za vzniku tetramethoxy a tetraethoxysilanu:
SiCl4 + 4 ROH → Si(OR)4 + 4 HCl.

### Reakce s ostatními nukleofily
Chlorid křemičitý vytváří řadu organokřemičitých sloučenin reakcemi s Grignardovými činidly a organolithnými sloučeninami:
4 RLi + SiCl4 → R4Si + 4 LiCl.
Redukcí hydridy vzniká silan.

## Použití
Velmi čistý chlorid křemičitý se používá na výrobu křemíku pro fotovoltaické články, využívá se redukce vodíkem při teplotě 1250 °C:
SiCl4 (g) + 2 H2 (g) → Si (s) + 4 HCl

## Podobné sloučeniny
- Fluorid křemičitý
- Bromid křemičitý
- Jodid křemičitý